# Bāng Chhun-hong
"Bāng Chhun-hong" er en taiwansk sang komponeret af Teng Yu-hsien, en hakka-taiwansk musiker, og skrevet af Lee Lin-chiu. Sangen var en af deres typiske værker. Den blev udgivet af Nippon Columbia i 1933 og blev oprindeligt sunget af nogle kvindelige sangere, såsom Sun-Sun (純純), Ai-Ai (愛愛) og Iam-Iam (艷艷). Titlen betyder bogstaveligt talt "Længes efter Forårsbrisen".
Bāng Chhun-hong er blevet omskrevet til en japansk patriotisk sang under navnet "Daichi wa maneku" (japansk: 大地は招く), som oversat betyder "Moder Jord Kalder på Dig". Den blev skrevet af Koshiji Shirou (越路詩郎) og sunget af Kirishima Noboru (霧島昇). Sangen er også blevet udgivet i Japan af Hitoto Yo, en japansk popsanger. Mange taiwanske sangere, som normalt synger på kinesisk, har sunget Bāng Chhun-hong, heriblandt Teresa Teng, Maya Showlen (秀蘭瑪雅), Feng Fei-fei (鳳飛飛) og Stella Chang (張清芳).
Siden sangen blev udgivet er også nogle film med samme navn blevet udgivet. Det gælder en film fra 1937 instrueret af Andou Tarou (安藤太郎), og en fra 1977, som har det engelske navn "The Operations of Spring Wind". Bāng Chhun-hong bruges ofte som baggrundsmusik i taiwanske film eller tv. Den er også tema i soundtracket til Singapore Dreaming, en singaporisk film udgivet i 2006.
Der findes derudover en biografisk roman af samme navn, der er skrevet af Chung Chao-cheng, en Hakka-forfatter. Romanen beskriver ikke noget om sangen, men afbilleder i stedet komponisten Teng Yu-hsiens liv.

## Media
|  | Bang Chhun Hong (望春風) Skrevet af Lee Lin-chiu, komponeret af Teng Yu-hsien, sunget af "Sun-Sun" Er der problemer med lyden? Se da eventuelt Hjælp:Ogg Vorbis eller "Media help" (engelsk) |

|  | Daichi wa maneku (大地は招く) Skrevet af Koshiji Shirou, oprindeligt komponeret af Teng Yu-hsien, sunget af Kirishima Noboru Er der problemer med lyden? Se da eventuelt Hjælp:Ogg Vorbis eller "Media help" (engelsk) |